# 레이 퀸
레이 퀸(Ray Quinn, 1988년 8월 25일~)은 잉글랜드의 가수, 배우, 댄서이다.